# Charre
Charre (Xarra en euskera, Sharra en  occitano gascón) es una población y comuna francesa, en la región de Aquitania, departamento de Pirineos Atlánticos, en el distrito de Oloron-Sainte-Marie y cantón de Navarrenx.

## Demografía
| 532 | 510 | 563 | 535 | 542 | 543 | 569 | 555 | 530 | 478 | 490 | 492 | 491 | 515 | 486 | 484 | 467 | 451 | 453 | 426 | 372 | 385 | 373 | 382 | 348 | 314 | 314 | 310 | 278 | 259 | 260 | 227 | 214 |
| Para los censos de 1962 a 1999 la población legal corresponde a la población sin duplicidades (Fuente: INSEE [Consultar]) |     |     |     |     |     |     |     |     |     |     |     |     |     |     |     |     |     |     |     |     |     |     |     |     |     |     |     |     |     |     |     |     |

## Economía
La principal actividad es la agrícola (ganadería, policultivo y pastos).